# Short Sunderland
Short S.25 Sunderland – foi um hidroavião de casco de bombardeamento e patrulha marítima, desenvolvido no Reino Unido para a Royal Air Force pela empresa Short Brothers. O seu primeiro voo decorreu a 16 de Outubro de 1937.

## Desenvolvimento
O princípio da década de 1930 viu uma intensa competição para o desenvolvimento de hidroaviões de longo curso para o transporte intercontinental de passageiros. O Reino Unido não tinha nenhum equivalente aos novos e famosos hidroaviões Sikorsky S-42 dos Estados Unidos da América. As autoridades britânicas sentiram então a necessidade de fazer algo.
Em 1934 o responsável máximo pelos Correios Britânicos declarou que todo o correio de primeira-classe enviado para o exterior deveria ser transportado por via aérea, efectivando um programa de subsídios ao desenvolvimento dos transportes aéreos intercontinentais, de um modo igual ao que vinha sendo já feito nos Estados Unidos. Em resposta, a Imperial Airways anunciou uma competição entre fabricantes aeronáuticos para desenhar e produzir 28 hidroaviões, cada um pesando 18,2 toneladas, com um alcance de 700 milhas (1.130 Km) e com uma capacidade para 24 passageiros.
O contrato foi quase directamente para a Short Brothers. Apesar da Short há muito vir construindo hidroaviões, tanto civis como militares, nenhum deles tinha o tamanho e a sofisticação requeridas. A empresa iniciou então um programa acelerado para obter um projecto de hidroavião mais avançado do que alguma vez tinha construído.
Enquanto que o primeiro dos Short Empire (denominação atribuída aos novos hidroaviões) estava ainda em desenvolvimento, os militares britânicos estavam já a fazer diligências para o que seria a versão militar dos grandes hidroaviões da Short. Um especificação do Ministério do Ar britânico de 1933 requeria um hidroavião monoplano ou biplano, para reconhecimento oceânico, com quatro motores.

## Projeto
O S.25 partilhava a maioria das suas características com o S.23. A mais notável diferença entre os dois era a maior profundidade do perfil do casco do S.25. Tal como o S.23, a fuselagem do Suderland incluía dois conveses com seis beliches no inferior, uma galeria com dois fogões portáteis a querosene, instalações sanitárias, uma grua de ancoragem e uma pequena oficina para reparações em vôo. Originalmente estava prevista uma tripulação de sete, mas aumentada mais tarde para onze ou mais.
A aeronave era totalmente construída em metal, com excepção da maioria das superfícies de controlo que eram construídas com um quadro metálico, coberto por tela.

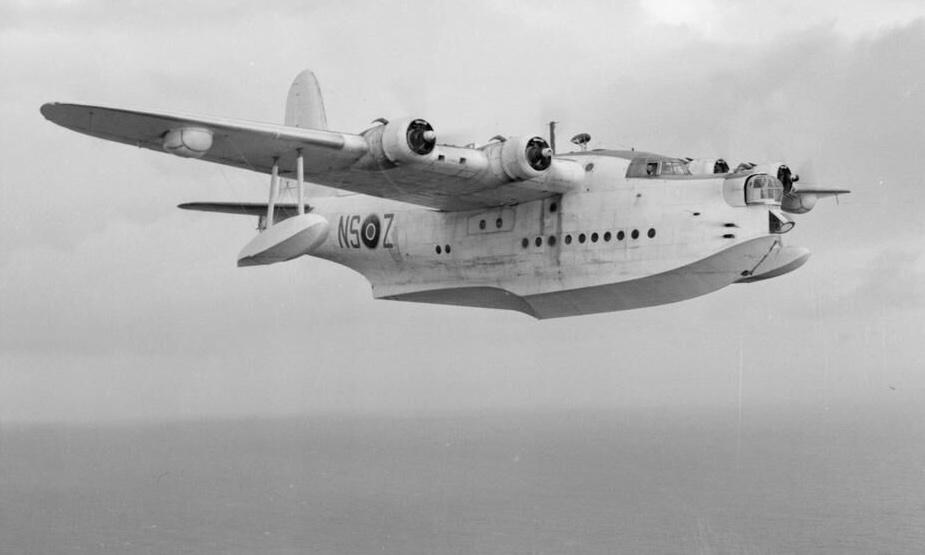
Sunderland Mk. V

As grossas asas suportavem quatro motores Bristol Pegasus XXII e acomodavam seis tanques de combustível, com capacidade para 9.200 litros. Quatro tanques de combustível menores foram posteriormente acrescentados atrás da longarina da asa para aumentar a capacidade total de combustível para 11.602 litros, permitindo uma autonomia de voo de entre 8 a 14 horas.
A especificação requeria um armamento ofensivo composto por um canhão de 37 mm e até 900 kg de bombas, minas marítimas ou cargas de profundidade. As bombas ficavam armazenadas dentro da fuselagem em suportes colocados sob a secção central da asa, que podiam ser deslocados para a sua posição ofensiva através das portas existentes nas laterais do compartimento de bombas. O armamento defensivo incluía uma torre de cada lado da cauda, cada uma com quatro metralhadoras Browning. Durante a II Guerra Mundial o "porco-espinho voador ". (Fliegende Stachelschweine)   como era chamado pelos alemães, destacou-se no combate a submarinos.  O Short Sunderland foi tão bem sucedido que inspirou a criação do hidroavião japonês Kawanishi H8K.

## Variantes

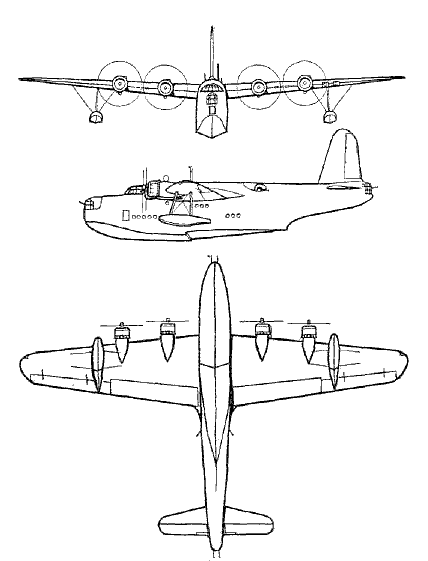
Três ângulos.

- Sunderland Mark I: versão inicial, equipada com um radar ASV Mark II
- Sunderland Mark II: versão remotorizada com motores Pegasus XVIII, cada um com 1.065 CV de potência;
- Suderland Mark III: versão com o casco reconfigurado;
- Sunderland Mark IV (S.45 Seaford): versão originada numa especificação do Ministério do Ar Britânico para um Sunderland com motores Bristol Hercules mais potentes, melhor armamento defensivo e outros aperfeiçoamentos. A aeronave acabou por se tornar tão diferente das versão anteriores do sunderland que recebeu a nova designação de Short S.45 Seaford;
- Sunderland Mark V: versão semelhante à versão Mark III, mas equipada com motores Pratt & Whitney R-1839 Twin Wasp.

## Imagens

Short Sunderland
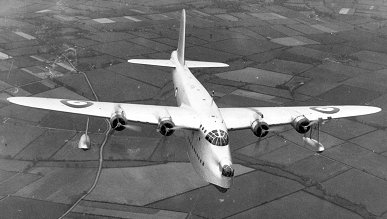
Short Sunderland
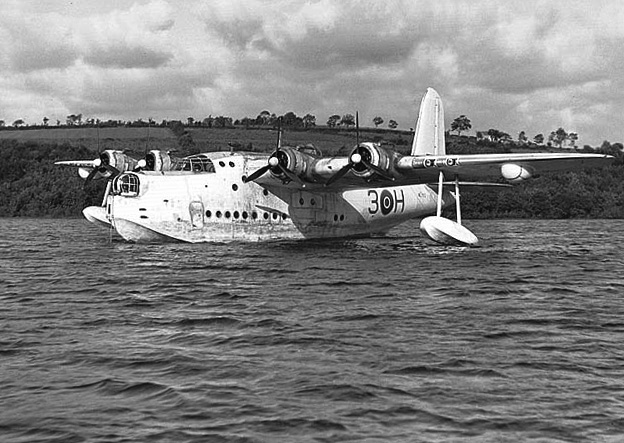
Short Sunderland da Força aérea canadense.
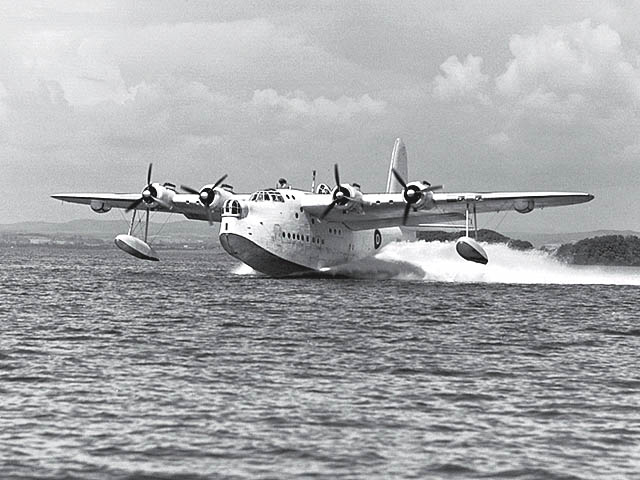
Short Sunderland da Força aérea canadense.
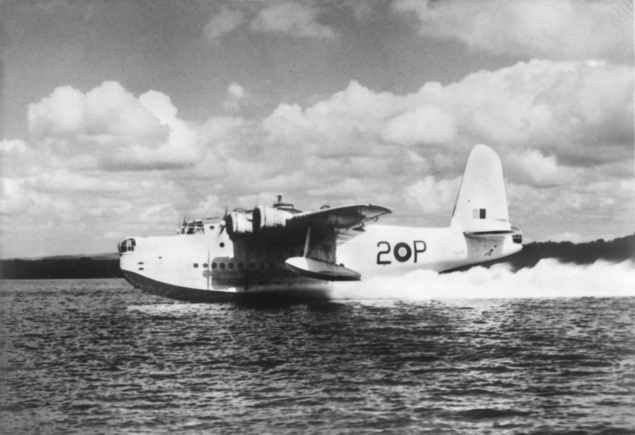
Short Sunderland Mark V de RAF em missão antissubmarina no Golfo de Biscaia provavelmente em 1944.
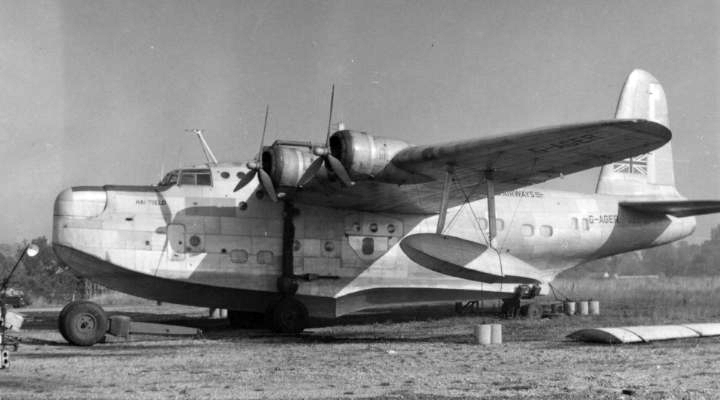
Short Sunderland 3 G-AGER da Aquila Airways[5] em Hamble Beach, Hampshire, Inglaterra.
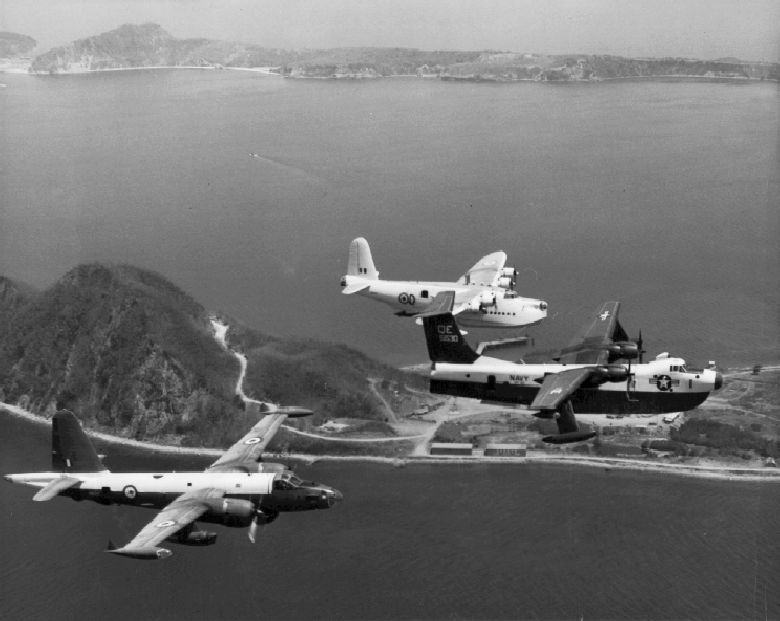
Short Sunderland MR.5 (centro da foto no alto) sobrevoando a ilha de Corregidor, Filipinas em 1963. Acompanhado por um Lockheed SP-2H Neptune da Royal Australian Air Force e um Martin P-5B Marlin da Marinha dos Estados Unidos.

## Operadores militares
| Austrália - Royal Australian Air Force Canadá - Royal Canadian Air Force França - Marinha Francesa, Aéronavale - Esquadrões Franceses na Royal Air Force Nova Zelândia - Royal New Zealand Air Force | Noruega - Esquadrões Noruegueses na Royal Air Force Portugal - Marinha Portuguesa, Aviação Naval África do Sul - South African Air Force Reino Unido - Royal Air Force |

### Feitos
- 30 de Janeiro de 1940: primeiro afundamento de um submarino alemão.
- 11 de Novembro de 1940: realizou o vôo de reconhecimento que antecedeu a Batalha de Taranto.
- 2 de Junho de 1943: um Short Sunderland da RAF, em missão no golfo de Biscaia,	foi atacado por 8 caças-bombardeiros alemães Junkers Ju 88. Apesar dos sérios danos sofridos foi capaz abater pelo menos 6 destes aviões e depois regressou à base.

## Operadores Civis
| - Aerolineas Argentinas. - Ansett - Aquila Airways. - BOAC. - CAUSA. - Dodero. | - DNL. - National Airways Corporation - Qantas. - TEAL. - Trans Oceanic Airways. |